# Eosentomon silesiacum
Eosentomon silesiacum är en urinsektsart som beskrevs av Andrzej Szeptycki 1985. Eosentomon silesiacum ingår i släktet Eosentomon och familjen trakétrevfotingar. Inga underarter finns listade i Catalogue of Life.